# Макага (Гаваї)
Макага (англ. Mākaha) — переписна місцевість (CDP) в США, в окрузі Гонолулу штату Гаваї. Населення — 9916 осіб (2020).

## Географія
Макага розташована за координатами 21°28′4″ пн. ш. 158°12′59″ зх. д. / 21.46778° пн. ш. 158.21639° зх. д. (21.467675, -158.216389).  За даними Бюро перепису населення США в 2010 році переписна місцевість мала площу 13,73 км², з яких 6,29 км² — суходіл та 7,43 км² — водойми.

## Демографія
Згідно з переписом 2010 року, у переписній місцевості мешкало 8278 осіб у 2528 домогосподарствах у складі 1686 родин. Густота населення становила 603 особи/км².  Було 3202 помешкання (233/км²).
Расовий склад населення:
| - 24,0 % — вихідців з тихоокеанських островів - 17,8 % — білих - 12,5 % — азіатів - 1,4 % — чорних або афроамериканців - 0,4 % — корінних американців |

До двох чи більше рас належало 43,2 %. Частка іспаномовних становила 18,4 % від усіх жителів.
За віковим діапазоном населення розподілялося таким чином: 28,8 % — особи молодші 18 років, 60,5 % — особи у віці 18—64 років, 10,7 % — особи у віці 65 років та старші. Медіана віку мешканця становила 32,5 року. На 100 осіб жіночої статі у переписній місцевості припадало 96,7 чоловіків;  на 100 жінок у віці від 18 років та старших — 95,3 чоловіків також старших 18 років.
Середній дохід на одне домашнє господарство  становив 66 775 доларів США (медіана — 47 245), а середній дохід на одну сім'ю — 73 707 доларів (медіана — 58 401). Медіана доходів становила 40 350 доларів для чоловіків та 32 987 доларів для жінок. За межею бідності перебувало 26,3 % осіб, у тому числі 35,6 % дітей у віці до 18 років та 6,5 % осіб у віці 65 років та старших.
Цивільне працевлаштоване населення становило 2854 особи. Основні галузі зайнятості: освіта, охорона здоров'я та соціальна допомога — 25,6 %, роздрібна торгівля — 11,3 %, будівництво — 11,2 %.